# Kunhegyes vasútállomás
Kunhegyes vasútállomás egy Jász-Nagykun-Szolnok vármegyei vasútállomás, Kunhegyes településen, a MÁV üzemeltetésében. A belterület északi szélén helyezkedik el, nem messze a 3217-es út vasúti keresztezésétől, nyugati irányban; közúti elérését az abból kiágazó 32 325-ös számú mellékút biztosítja.

## Vasútvonalak
Az állomást az alábbi vasútvonalak érintik:
- Kál-Kápolna–Kisújszállás-vasútvonal

## Kapcsolódó állomások
A vasútállomáshoz az alábbi állomások vannak a legközelebb:
- Abádszalók megállóhely (Kál-Kápolna–Kisújszállás-vasútvonal)
- Előhát megállóhely (Kál-Kápolna–Kisújszállás-vasútvonal)

## Forgalom
| Járat        | Útvonal | Gyakoriság   |
| ------------ | --- | ------------ |
| személyvonat | Kál-Kápolna – Erdőtelek – Heves – Hevesvezekény – Tarnaszentmiklós – Kisköre – Kisköre-Tiszahíd – Abádszalók – Kunhegyes (– Előhát) – Kenderes – Kisújszállás | 2-5 óránként |